# آگوری
آگوری (انگلیسی: Aghori) که در سانسکریت آگورا گفته می‌شود، گروه کوچکی از مرتاض‌های شیواپرست ریاضت‌طلب هترودوکس هستند که بیشتر در گورستان‌ها زندگی می‌کنند، خاکستر مردگان را بر روی پوست خود می‌کشند و از استخوان‌های مردگان برای ساخت جام جمجمه و زیورآلات استفاده می‌کنند. شیوهٔ عملکرد آنها را گاهی، مغایر با آئین هندوئیسم راستین می‌دانند.
گوروهای این آئین، از احترام خاصی میان روستائیان و دهقانان برخوردارند، چرا که معتقدان این افراد دارای قدرت شفابخشی هستند که از طریق شعایر و آداب زاهدانه‌شان و چشم‌پوشی از لذات دنیوی و انجام «تاپاس» (tápasya) به دست آمده‌است.
پیروان آگوری، فدائیان شیوا هستند که به‌صورت «بهایراوا» تجلی یافته‌است و یگانه‌انگارانی که، به‌دنبال چرخه‌شکنی از حلقهٔ تناسخ یا تولد ادواری هستند. پایهٔ عقیدتی اینان بر دو باور اصلی استوار است که ریشه در اعتقادات رایج شیواپرستی دارد: (۱) شیوا، بی‌نقص و کامل است (دارای دانایی مطلق، حضور مطلق، قدرت مطلق است) و (۲) شیوا مسئول تمام آن چیزهایی است که رخ می‌دهد: تمامی علت‌ومعلول‌ها، تمامی وقایع و شرایط.
برخی منبع معتقدند که پایه‌گذار آگوری بابا کینارام بوده‌است، زاهدی که گفته می‌شود ۱۵۰ سال عمر کرد و در نیمهٔ دوم قرن هجدهم میلادی وفات یافت.

## نگارخانه

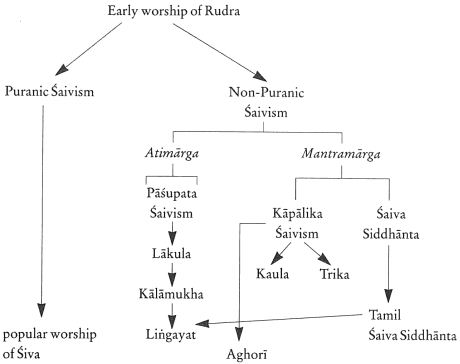
آگوری در شیواپرستی.